# ザンジバル革命
ザンジバル革命（ザンジバルかくめい、スワヒリ語:Mapinduzi ya Zanzibar、英語:Zanzibar Revolution）は、1964年1月12日にザンジバル王国で発生した革命である。この革命によりザンジバル革命政府の統治のもとでザンジバル人民共和国が成立し、ザンジバルとタンガニーカの合併によるタンザニア連合共和国の成立につながった。

## 経過
ペンバ島に居住していた元帥を自称するジョン・オケロに率いられた300から600人とされる武装した黒人により僅か9時間で実行された。彼らは銃器を持たず槍やナタなど貧弱な装備しか無かったが、警察を上回る人数と奇襲によって有利な立場を占めた。急襲された警察本部は速やかに武装解除され（武器庫に保管されていたブレンガンなど多数の火器が革命側に鹵獲された）、主要な建物は制圧された。オケロはスルターン・ジャムシード・ビン・アブドゥッラーに家族を殺害して自殺するよう要求したが、スルターンは家族・政府閣僚と共に脱出し、イギリスへ逃れた。

ザンジバル王国の旗
ザンジバル人民共和国初代の旗
ザンジバル人民共和国二代目の旗

このクーデターの後、17世紀以降にザンジバルに居住したアラブ系及びアジア系の少数民族に対する虐殺が発生、5000から12000と言われる数の犠牲者を出し、生き残った人々は財産の半分を没収されながらも出国した。この虐殺は、イタリアの映画監督グァルティエロ・ヤコペッティにより撮影され、1966年に公開されたドキュメンタリー映画「さらばアフリカ（Africa addio）」は、この虐殺を撮影した現存する数少ない記録の一つである。
『さらばアフリカ』で撮影されたアラブ系住民の虐殺（1964年1月19日）
- 海へ逃亡するアラブ系住民
- 虐殺後の遺体